# Elecciones regionales de Junín de 2022
Las elecciones regionales de Junín de 2022 se llevaron a cabo el 2 de octubre de 2022 para elegir al gobernador regional, al vicegobernador regional y al Consejo Regional para el periodo 2023-2026. La elección se celebró simultáneamente con elecciones regionales y municipales (provinciales y distritales) en todo el Perú.

## Sistema electoral
El Gobierno Regional de Junín es el órgano administrativo y de gobierno del departamento de Junín. Está compuesto por el gobernador regional, el vicegobernador regional y el Consejo Regional.
La votación se realiza en base al sufragio universal, que comprende a todos los ciudadanos nacionales mayores de dieciocho años, empadronados y residentes en el departamento de Junín y en pleno goce de sus derechos políticos.
El gobernador y vicegobernador regional son elegidos por sufragio directo. Para que un candidato sea proclamado ganador debe obtener no menos de 30 % de votos válidos. En caso ningún candidato logre ese porcentaje en la primera vuelta electoral, los dos candidatos más votados participan en una segunda vuelta o balotaje. No hay reelección inmediata de gobernadores regionales.
El Consejo Regional de Junín está compuesto por 13 consejeros elegidos por sufragio directo para un período de cuatro (4) años. La votación es por lista cerrada y bloqueada. Cada provincia del departamento de Junín constituye una circunscripción electoral. Se asigna a la lista ganadora los escaños según el método d'Hondt. La distribución y el número de consejeros regionales es la siguiente:
| Circunscripción                                  | Escaños | Mapa |
| ------------------------------------------------ | ------- | ---- |
| Huancayo                                         | 3       |      |
| Chanchamayo y Satipo                             | 2       |      |
| Chupaca, Concepción, Jauja, Junín, Tarma y Yauli | 1       |      |

## Composición del Consejo Regional de Junín
La siguiente tabla muestra la composición del Consejo Regional de Junín antes de las elecciones.
| Partidos | Partidos                                         | Consejeros |
| -------- | ------------------------------------------------ | ---------- |
|          | Perú Libre                                       | 8          |
|          | Caminemos Juntos por Junín                       | 3          |
|          | Movimiento Regional Sierra y Selva Contigo Junín | 2          |

## Elecciones internas
Los partidos políticos realizaron la convocatoria a elecciones internas (15–22 de enero de 2022) para definir a los candidatos de sus organizaciones en listas cerradas y bloqueadas. Se sometieron a elección las candidaturas a:
- Gobernador y vicegobernador regional de Junín (2 candidaturas).
- Consejo Regional de Junín (13 candidaturas).

Existen dos modalidades para la organización de las elecciones internas:
- Modalidad de elección directa: con voto universal, libre, voluntario, igual, directo y secreto de los afiliados. Será la modalidad utilizada por Alianza para el Progreso,[5] Somos Perú,[6] Corazón Patriota,[7] Junín Renace[7] y el Partido Morado.[8] Las elecciones se realizaron el 15 de mayo de 2022.
- Modalidad de delegados: a través de delegados previamente elegidos mediante voto universal, libre, voluntario, igual, directo y secreto de los afiliados. Fue la modalidad utilizada por Caminemos Juntos por Junín,[7] Movimiento Regional Sierra y Selva Contigo Junín[7] y Renovación Popular.[9] Las elecciones se realizaron el 22 de mayo de 2022.

## Partidos y candidatos
A continuación se muestra una lista de los principales partidos y alianzas electorales que participan en las elecciones:
| Candidatura | Candidatura | Partidos y alianzas                                            | Candidatos | Candidatos                  | Ideología                                                           | Resultado previo | Resultado previo | Ref.   |
| Candidatura | Candidatura | Partidos y alianzas                                            | Candidatos | Candidatos                  | Ideología                                                           | Votos (%)        | Con.             | Ref.   |
| ----------- | ----------- | -------------------------------------------------------------- | ---------- | --------------------------- | ------------------------------------------------------------------- | ---------------- | ---------------- | ------ |
|             | CJJ         | Lista - Caminemos Juntos por Junín (CJJ)                       |            | Dimas Aliaga Castro         | Regionalismo juninense                                              | 23.90%           | 3                | [ 10 ] |
|             | SyS         | Lista - Movimiento Regional Sierra y Selva Contigo Junín (SyS) |            | Zósimo Cárdenas Muje        | Regionalismo juninense                                              | 15.45%           | 2                | [ 11 ] |
|             | APP         | Lista - Alianza para el Progreso (APP)                         |            | Miriam Valenzuela Uscuvilca | Liberalismo económico Conservadurismo liberal Populismo de derecha  | 6.00%            | 0                | [ 12 ] |
|             | SP          | Lista - Somos Perú (SP)                                        |            | Marivel Poma Giaccarani     | Democracia cristiana Conservadurismo social                         | Nuevo            | Nuevo            | [ 12 ] |
|             | PM          | Lista - Partido Morado (PM)                                    |            | Edison Ordóñez Rojas        | Centrismo Republicanismo Progresismo                                | Nuevo            | Nuevo            | [ 12 ] |
|             | RP          | Lista - Renovación Popular (RP)                                |            | Jackelyn Lizárraga Alania   | Ultraconservadurismo Fundamentalismo cristiano Populismo de derecha | Nuevo            | Nuevo            | [ 12 ] |
|             | BPJ         | Lista - Movimiento Regional Bloque Popular Junín (BPJ)         |            | Jorge Rodríguez Silva       | Regionalismo juninense                                              | Nuevo            | Nuevo            | [ 12 ] |
|             | CP          | Lista - Corazón Patriota (CP)                                  |            | Aldrin Zárate Bernuy        | Regionalismo juninense                                              | Nuevo            | Nuevo            | [ 12 ] |
|             | JR          | Lista - Junín Renace (JR)                                      |            | Arnoldo Mallma Auqui        | Regionalismo juninense                                              | Nuevo            | Nuevo            | [ 11 ] |

## Sondeos de opinión
Las siguientes tablas enumeran las estimaciones de la intención de voto en orden cronológico inverso, mostrando las más recientes primero y utilizando las fechas en las que se realizó el trabajo de campo de la encuesta. Cuando se desconocen las fechas del trabajo de campo, se proporciona la fecha de publicación.
Leyenda:
     Sondeo realizado en el periodo de prohibición legal de la difusión de sondeos de intención de voto.

### Intención de voto
La siguiente tabla enumera las estimaciones ponderadas (sin incluir votos en blanco y nulos) de la intención de voto.
|                               |                |      |      |      |      |     |      |     |      |  |  |  |  |  |  |  |
| Elecciones regionales de 2022 | 2 oct 2022     | —    | 34.4 | 23.8 | 19.1 | 7.4 | 5.1  | 4.0 | 10.6 |  |  |  |  |  |  |  |
|                               |                |      |      |      |      |     |      |     |      |  |  |  |  |  |  |  |
| Ipsos Perú/América            | 2 oct 2022     | ?    | 31.5 | 24.1 | 20.3 | –   | –    | 5.7 | 7.4  |  |  |  |  |  |  |  |
| Ipsos Perú/América            | 2 oct 2022     | ?    | 32.5 | 25.3 | 19.9 | 7.1 | –    | –   | 7.2  |  |  |  |  |  |  |  |
| P&P Confidencial              | 19–24 sep 2022 | 2500 | 29.7 | 34.1 | 22.1 | –   | 11.6 | –   | 4.4  |  |  |  |  |  |  |  |
| Opina Perú                    | 19–23 sep 2022 | 400  | 19.8 | 30.8 | 13.2 | –   | 12.1 | –   | 11.0 |  |  |  |  |  |  |  |
| J&M Consultora                | 9–13 sep 2022  | 400  | 22.5 | 27.0 | 11.2 | –   | 10.1 | –   | 4.5  |  |  |  |  |  |  |  |
| P&P Confidencial              | 7–12 sep 2022  | 1360 | 25.1 | 31.2 | 23.6 | –   | 14.7 | –   | 6.1  |  |  |  |  |  |  |  |
| P&P Confidencial              | 24–30 ago 2022 | 1220 | 28.1 | 30.6 | 19.9 | –   | 14.5 | –   | 2.5  |  |  |  |  |  |  |  |
| P&P Confidencial              | 2–9 ago 2022   | 940  | 21.8 | 34.7 | 17.5 | –   | 9.4  | –   | 12.9 |  |  |  |  |  |  |  |

### Preferencias de voto
La siguiente tabla enumera las preferencias de voto en bruto (incluyendo blancos, viciados y sin respuesta) y no ponderadas.
|                               |                |      |      |      |      |     |      |     |      |      |     |  |  |  |  |
| Elecciones regionales de 2022 | 2 oct 2022     | —    | 27.4 | 19.0 | 15.2 | 5.9 | 4.0  | 3.2 | 20.4 | –    | 8.4 |  |  |  |  |
|                               |                |      |      |      |      |     |      |     |      |      |     |  |  |  |  |
| P&P Confidencial              | 19–24 sep 2022 | 2500 | 24.6 | 28.3 | 18.3 | –   | 9.6  | –   | –    | 17.1 | 3.7 |  |  |  |  |
| Opina Perú                    | 19–23 sep 2022 | 400  | 18   | 28   | 12   | –   | 11   | –   | –    | 9    | 10  |  |  |  |  |
| J&M Consultora                | 9–13 sep 2022  | 400  | 20   | 24   | 10   | –   | 9    | –   | –    | 11   | 4   |  |  |  |  |
| P&P Confidencial              | 7–12 sep 2022  | 1360 | 19.5 | 24.2 | 18.3 | –   | 11.4 | –   | –    | 22.4 | 4.7 |  |  |  |  |
| P&P Confidencial              | 24–30 ago 2022 | 1220 | 17.8 | 19.4 | 12.6 | –   | 9.2  | –   | –    | 36.6 | 1.6 |  |  |  |  |
| P&P Confidencial              | 2–9 ago 2022   | 940  | 7.2  | 11.5 | 5.8  | –   | 3.1  | –   | –    | 66.9 | 4.3 |  |  |  |  |

## Resultados

### Gobierno Regional de Junín
|                      | Zósimo Cárdenas Muje        | Movimiento Regional Sierra y Selva Contigo Junín (SyS) | 204,713 | 34.36 |  |  |  |
|                      | Dimas Aliaga Castro         | Caminemos Juntos por Junín (CJJ)                       | 141,946 | 23.82 |  |  |  |
|                      | Arnoldo Mallma Auqui        | Junín Renace (JR)                                      | 114,035 | 19.14 |  |  |  |
|                      | Miriam Valenzuela Uscuvilca | Alianza para el Progreso (APP)                         | 43,959  | 7.38  |  |  |  |
|                      | Aldrin Zárate Bernuy        | Corazón Patriota (CP)                                  | 30,182  | 5.07  |  |  |  |
|                      | Jackelyn Lizárraga Alania   | Renovación Popular (RP)                                | 24,074  | 4.04  |  |  |  |
|                      | Jorge Rodríguez Silva       | Movimiento Regional Bloque Popular Junín (BPJ)         | 14,961  | 2.51  |  |  |  |
|                      | Edison Ordóñez Rojas        | Partido Morado (PM)                                    | 11,187  | 1.88  |  |  |  |
|                      | Marivel Poma Giaccarani     | Somos Perú (SP)                                        | 10,757  | 1.81  |  |  |  |
|                      |                             |                                                        |         |       |  |  |  |
| Total                | Total                       | Total                                                  | 595,814 |       |  |  |  |
|                      |                             |                                                        |         |       |  |  |  |
| Votos válidos        | Votos válidos               | Votos válidos                                          | 595,814 | 79.63 |  |  |  |
| Votos en blanco      | Votos en blanco             | Votos en blanco                                        | 92,364  | 12.35 |  |  |  |
| Votos nulos          | Votos nulos                 | Votos nulos                                            | 60,005  | 8.02  |  |  |  |
| Votos emitidos       | Votos emitidos              | Votos emitidos                                         | 748,183 | 74.97 |  |  |  |
| Abstenciones         | Abstenciones                | Abstenciones                                           | 249,838 | 25.03 |  |  |  |
| Votantes registrados | Votantes registrados        | Votantes registrados                                   | 998,021 |       |  |  |  |
|                      |                             |                                                        |         |       |  |  |  |
| Fuente:              |                             |                                                        |         |       |  |  |  |

### Consejo Regional de Junín

#### Sumario general
| |                                                        |              |              |              |         |         |  |
| Partidos y coaliciones                                                                                                   | Partidos y coaliciones                                 | Voto popular | Voto popular | Voto popular | Escaños | Escaños |  |
| Partidos y coaliciones                                                                                                   | Partidos y coaliciones                                 | Votos        | %            | ±pp          | Total   | +/−     |  |
| | Movimiento Regional Sierra y Selva Contigo Junín (SyS) | 163,824      | 28.75        | +11.90       | 8       | +6      |  |
| | Caminemos Juntos por Junín (CJJ)                       | 127,347      | 22.35        | +2.39        | 2       | –1      |  |
| | Junín Renace (JR)                                      | 96,807       | 16.99        | Nuevo        | 2       | +2      |  |
| | Alianza para el Progreso (APP)                         | 54,877       | 9.63         | +0.34        | 1       | +1      |  |
| | Junín Sostenible con su Gente (JUS)                    | 47,189       | 8.28         | +2.25        | 0       | ±0      |  |
| | Corazón Patriota (CP)                                  | 25,993       | 4.56         | Nuevo        | 0       | ±0      |  |
| | Renovación Popular (RP)                                | 16,175       | 2.84         | Nuevo        | 0       | ±0      |  |
| | Movimiento Regional Bloque Popular Junín (BPJ)         | 16,172       | 2.84         | n/a          | 0       | ±0      |  |
| | Somos Perú (SP)                                        | 12,403       | 2.18         | n/a          | 0       | ±0      |  |
| | Partido Morado (PM)                                    | 8,998        | 1.58         | Nuevo        | 0       | ±0      |  |
| |                                                        |              |              |              |         |         |  |
| Total | Total                                                  | 569,785      |              |              | 13      | ±0      |  |
| |                                                        |              |              |              |         |         |  |
| Votos válidos | Votos válidos                                          | 569,785      | 76.16        | +0.11        |         |         |  |
| Votos en blanco | Votos en blanco                                        | 118,190      | 15.80        | +0.72        |         |         |  |
| Votos nulos | Votos nulos                                            | 60,208       | 8.05         | –0.83        |         |         |  |
| Votos emitidos | Votos emitidos                                         | 748,183      | 74.97        | –2.59        |         |         |  |
| Abstenciones | Abstenciones                                           | 249,838      | 25.03        | +2.59        |         |         |  |
| Votantes registrados | Votantes registrados                                   | 998,021      |              |              |         |         |  |
| |                                                        |              |              |              |         |         |  |
| Fuente: |                                                        |              |              |              |         |         |  |
| Notas al pie: 1 Comparado con los resultados del Movimiento Político Regional Perú Libre (PL) en las elecciones de 2018. |                                                        |              |              |              |         |         |  |
| Notas al pie: |                                                        |              |              |              |         |         |  |
| 1 Comparado con los resultados del Movimiento Político Regional Perú Libre (PL) en las elecciones de 2018.               |                                                        |              |              |              |         |         |  |

#### Resultados por provincia
| Provincia  | SyS         | SyS  | CJJ  | CJJ | JR   | JR  | APP  | APP  | JUS  | JUS | CP  | CP   | RP  | RP  | BPJ | BPJ | SP  | SP  | PM  | PM |  |
| Provincia  | %           | E    | %    | E   | %    | E   | %    | E    | %    | E   | %   | E    | %   | E   | %   | E   | %   | E   | %   | E  |  |
| ---------- | ----------- | ---- | ---- | --- | ---- | --- | ---- | ---- | ---- | --- | --- | ---- | --- | --- | --- | --- | --- | --- | --- | -- |  |
| Provincia  | Chanchamayo | 37.6 | 1    | 8.7 | –    | 8.1 | –    | 20.6 | 1    | 9.1 | –   | 10.4 | –   | 2.3 | –   | 2.3 | –   | 1.0 | –   |    |  |
| Chupaca    | 35.3        | 1    | 24.8 | –   | 17.8 | –   | 15.4 | –    | 2.7  | –   | 2.2 | –    |     |     | 1.1 | –   | 0.7 | –   |     |    |  |
| Concepción | 34.1        | 1    | 20.5 | –   | 14.3 | –   | 4.9  | –    | 15.0 | –   |     |      |     |     | 9.3 | –   | 0.9 | –   | 1.1 | –  |  |
| Huancayo   | 30.0        | 1    | 23.4 | 1   | 19.8 | 1   | 6.2  | –    | 5.6  | –   | 4.4 | –    | 4.0 | –   | 2.7 | –   | 1.3 | –   | 2.6 | –  |  |
| Jauja      |             |      | 17.1 | 1   | 33.2 | 1   | 16.0 | –    | 15.7 | –   | 1.5 | –    | 8.6 | –   | 3.0 | –   | 0.8 | –   | 4.2 | –  |  |
| Junín      | 30.7        | 1    | 27.5 | –   | 18.4 | –   | 10.1 | –    | 11.4 | –   |     |      | 0.8 | –   | 0.3 | –   | 0.5 | –   | 0.4 | –  |  |
| Satipo     | 27.4        | 1    | 29.3 | 1   | 3.5  | –   | 12.1 | –    | 14.7 | –   | 5.6 | –    | 0.9 | –   | 1.0 | –   | 5.5 | –   |     |    |  |
| Tarma      | 29.1        | 1    | 28.8 | –   | 22.2 | –   | 1.6  | –    | 4.5  | –   | 1.9 | –    |     |     | 3.9 | –   | 8.0 | –   |     |    |  |
| Yauli      | 26.1        | 1    | 23.3 | –   | 16.9 | –   | 10.0 | –    | 8.6  | –   | 7.5 | –    |     |     | 5.3 | –   | 1.3 | –   | 1.0 | –  |  |
| Total      | 28.8        | 8    | 22.4 | 2   | 17.0 | 2   | 9.6  | 1    | 8.3  | –   | 4.6 | –    | 2.8 | –   | 2.8 | –   | 2.2 | –   | 1.6 | –  |  |

### Autoridades electas
| Cargo                                         | Autoridad electa | Autoridad electa           | Partido político | Partido político                                 |
| --------------------------------------------- | ---------------- | -------------------------- | ---------------- | ------------------------------------------------ |
| Gobernador Regional de Junín                  |                  | Zósimo Cárdenas Muje       |                  | Movimiento Regional Sierra y Selva Contigo Junín |
| Vicegobernadora Regional de Junín             |                  | Milagros Inche Arias       |                  | Movimiento Regional Sierra y Selva Contigo Junín |
| Consejero Regional de Junín (por Chanchamayo) |                  | Ismael Robles Cortez       |                  | Movimiento Regional Sierra y Selva Contigo Junín |
| Consejero Regional de Junín (por Chanchamayo) |                  | Yoner Ambicho Aquino       |                  | Alianza para el Progreso                         |
| Consejero Regional de Junín (por Chupaca)     |                  | Yoni Balbín Peña           |                  | Movimiento Regional Sierra y Selva Contigo Junín |
| Consejera Regional de Junín (por Concepción)  |                  | María Maldonado Doria      |                  | Movimiento Regional Sierra y Selva Contigo Junín |
| Consejera Regional de Junín (por Huancayo)    |                  | Kely Flores Mas            |                  | Movimiento Regional Sierra y Selva Contigo Junín |
| Consejera Regional de Junín (por Huancayo)    |                  | Lucero Huamancaja Castillo |                  | Caminemos Juntos por Junín                       |
| Consejera Regional de Junín (por Huancayo)    |                  | Norma Valdivia Gutiérrez   |                  | Junín Renace                                     |
| Consejero Regional de Junín (por Jauja)       |                  | Alejandro Barrera Arias    |                  | Junín Renace                                     |
| Consejero Regional de Junín (por Junín)       |                  | Rafael Gonzales Ureta      |                  | Movimiento Regional Sierra y Selva Contigo Junín |
| Consejera Regional de Junín (por Satipo)      |                  | Maritza López Cristina     |                  | Caminemos Juntos por Junín                       |
| Consejera Regional de Junín (por Satipo)      |                  | Maribel Valencia Mejía     |                  | Movimiento Regional Sierra y Selva Contigo Junín |
| Consejero Regional de Junín (por Tarma)       |                  | Luis Morales Nieva         |                  | Movimiento Regional Sierra y Selva Contigo Junín |
| Consejero Regional de Junín (por Yauli)       |                  | Luis Basaldúa Rodríguez    |                  | Movimiento Regional Sierra y Selva Contigo Junín |